# Vivian Bartley Green-Armytage
Vivian Bartley Green-Armytage FRCP, FRCS, FRCOG, (14 tháng 8 năm 1882 - 11 tháng 4 năm 1961) là bác sĩ phụ khoa người Anh, được ghi nhận về quan điểm tiến bộ, sử dụng trong phụ khoa và sản khoa ở Ấn Độ, và dịch vụ xuất sắc của ông trong Quân y Quân đoàn Hoàng gia trong Chiến tranh thế giới thứ nhất.

## Thuở nhỏ

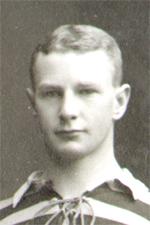
Vivian Bartley Green-Armytage trong trang phục bóng bầu dục

Vivian Green-Armytage sinh tại Clifton, Anh, ngày 14 tháng 8 năm 1882 là con của Alfred Green-Armytage, luật sư, và Amy Julia (Bartley). Ông được đào tạo tại cao đẳng Clifton và sau đó tại Đại học Bristol và Bệnh viện Hoàng gia Bristol, sau đó là nghiên cứu sau đại học tại Paris.
Năm 1901–1902, ông là thành viên của Câu lạc bộ bóng đá Clifton Rugby.

## Dịch vụ y tế Ấn Độ
Green-Armytage được bổ nhiệm làm trung úy trong Dịch vụ Y tế Ấn Độ (IMS) vào năm 1907 và thăng cấp lên đội trưởng năm 1910. Cũng vào năm 1910, ông giành Huy chương Phẫu thuật Montefiore tại Cao đẳng Quân y Hoàng gia. Ông là nhân viên y tế thường trú và bác sĩ phẫu thuật tại Bệnh viện Eden và Bệnh viện IPGMER và SSKM ở Calcutta từ 1911 đến 1922.
Ông đồng tác giả phiên bản thứ năm của cuốn Quản lý và điều trị y tế cho trẻ em ở Ấn Độ của Birch (Birch's Management and Medical Treatment of Children in India) với Charles Robert Mortimer Green được xuất bản bởi Thacker Spink & Co., ở Calcutta vào năm 1913. Cuốn sách ban đầu được xuất bản bởi Henry Goodeve Gợi ý cho việc quản lý trẻ em ở Ấn Độ khi không có tư vấn chuyên nghiệp (Hints for the General Management of Children in India in the absence of Professional Advice) (1844).

## Chiến tranh thế giới thứ nhất
Công việc của ông ở Ấn Độ bị gián đoạn bởi Chiến tranh thế giới thứ nhất, khi đó ông từng là một sĩ quan trong Quân y Quân đội Hoàng gia. Ông đã được đề cập ba lần và cũng nhận được Mons Star, Croix de Chevalier de la Légion d'Honneur, và Order of the White Eagle của Serbia với Crossed Swords, vào năm 1917.

## Giáo sư ở Ấn Độ
Sau khi trở về từ chiến tranh, Green-Armytage được thăng chức thành thiếu tá trong IMS vào năm 1919, và cuối cùng là trung tá vào năm 1927 trước khi nghỉ hưu năm 1933.
Ông là giáo sư phụ khoa và sản khoa tại Bệnh viện Eden từ 1922 đến 1933.
Năm 1927, ông kết hôn với Mary Vera Moir-Byres nhũ danh Gibson ở Rangoon.

## Cuộc sống sau đó
Khi trở về Anh, Green-Armytage đã thực hành như một bác sĩ phụ khoa tư vấn và tổ chức các cuộc hẹn ở Bệnh viện Tây London, Anh, Ý, và Bệnh Nhiệt đới. Ông là một người ủng hộ cắt bỏ tử cung âm đạo mà ông đã làm ở Ấn Độ. Ông là phó chủ tịch của Cao đẳng Sản khoa và Phụ khoa Hoàng gia 1949-1952.
Ông đã phát minh ra kẹp Green Armytage được sử dụng để kiểm soát chảy máu quá mức sau khi mổ lấy thai.
Năm 1958, ông được bổ nhiệm làm cán bộ của Legion of Honor.
Ông là thành viên của Câu lạc bộ Phương Đông và Câu lạc bộ Đông Ấn Độ. Sở thích của ông bao gồm cổ đại Hy-La và lịch sử y học.

## Qua đời
Vivian Green-Armytage chết ở Chelsea, London, vào ngày 11 tháng 4 năm 1961.